# 미노정 (가가와현)
미노정(일본어: 三野町)은 일본 가가와현 미토요시에 존재하는 지구. 또, 과거, 가가와현 미토요군에 있던 정이다,

## 지리
가가와현의 서부에 위치하고 있다

## 역사
- 1955년 4월 1일 - 시모타카세촌, 오미촌, 요시즈촌이 합병해 미노촌이 성립하였다.
- 1961년 9월 1일 - 정으로 승격해 미노정이 되었다.
- 2006년 1월 1일 - 주변의 6정과 합병해, 미토요시가 되었다.

## 자매 도시
- 중국 산시성 싼위안현

## 교통

### 철도
- 시코쿠 여객철도
  - 요산선

### 도로
- 다카마쓰 자동차도(일본어판)
- 국도 제11호선

## 참고 문헌
- 角川日本地名大辞典編纂委員会, 『角川日本地名大辞典 43 香川県』, 1985, 角川書店